# Behice Hanım
Behiye Behice Hanımefendi (en turco otomano: بهيجة معام, "feliz", 10 de octubre de 1882 - 25 de octubre de 1969) fue la duodécima esposa del sultán Abdul Hamid II del Imperio Otomano.

## Vida
Behice nació el 10 de octubre de 1882 en Adapazari y era hija de Albus Bey Maan y su esposa Nazli Hanim Kucba. Su verdadero nombre era Behiye Maan. A la edad de dieciocho años se casó con Abdul Hamid en el Palacio de Yildiz el 10 de mayo de 1900. Con el nacimiento de sus hijos, Behice aumentó sus gastos.
En 1924, se fue con su hijo Ahmed a Nápoles. En 1969, se le permitió regresar a Turquía, donde murió el 25 de octubre de 1969 a la edad de 87 años y fue enterrada en el cementerio Yahya Efendi.